# Paryphthimoides undulata
Espèce
Paryphthimoides undulata est une espèce de papillons de la famille des Nymphalidae, sous-famille des Satyrinae et du genre Paryphthimoides.

## Dénomination
Paryphthimoides undulata a été décrit par Butler en 1867 sous le nom initial d' Euptychia undulata.

## Description
Paryphthimoides undulata est un papillon  à bord des ailes postérieures ondulé et au dessus marron.
Le revers est marron avec aux ailes antérieures et postérieures une ligne submarginale de très petits ocelles.

## Biologie
En Guyane, Paryphthimoides undulata ne se rencontre qu'en avril et septembre,.

## Écologie et distribution
Paryphthimoides  argulus est présent au Brésil et en Guyane.

### Biotope
Il réside en forêt primaire.

### Protection
Pas de statut de protection particulier.